# Chirosia sapporensis
Chirosia sapporensis är en tvåvingeart som beskrevs av Masayoshi Suwa 1974. Chirosia sapporensis ingår i släktet Chirosia och familjen blomsterflugor. Inga underarter finns listade i Catalogue of Life.